# バリオン
バリオン（英: baryon）とは、3つのクォークから構成される亜原子粒子である。素粒子物理学の標準模型では、ハドロンの一種である。重粒子（じゅうりゅうし）ともいう。
宇宙の構成成分のうちの正体が明らかになっている物のこと。

## 概要
バリオンは、3つのクォークから構成されるハドロンである。ハドロンの重要な2つのグループのうち1つで、もう1つは1つのクォークと1つの反クォークからなるメソン（中間子）である。
「バリオン」とはギリシャ語の barys（「重い」の意）に由来する。この名はバリオンが、かつて素粒子と考えられていたバリオン、メソン、レプトンの中で最も大きな質量を持つことからついた。
バリオンは強く相互作用するフェルミ粒子である。言い換えると、強い核力を受けていて、パウリの排他原理に従うすべての粒子に適用されるフェルミ・ディラック統計によって記述される。これは、パウリの排他原理に従わないボース粒子とは大きく異なる。
日本語では重粒子と呼ぶこともあるが、現在では素粒子物理学者が重粒子と呼ぶことはほとんどなく、英語名のままバリオンと呼んでいる。
医療分野では陽子より大きな質量を持った原子核からなるイオン線を「重粒子線」と呼ぶがバリオンとは異なる。

## バリオンの種類
バリオンは、構成するクォークの組合せのほか、アイソスピン I 、アイソスピンのz成分 Iz、全角運動量のパリティ成分 JP などの量子数で区別される。なお、クォークの色はグルーオンの交換により頻繁に交代するため、個々のクォークの色ではバリオンを区別できない。

### u・d・sからなるバリオン

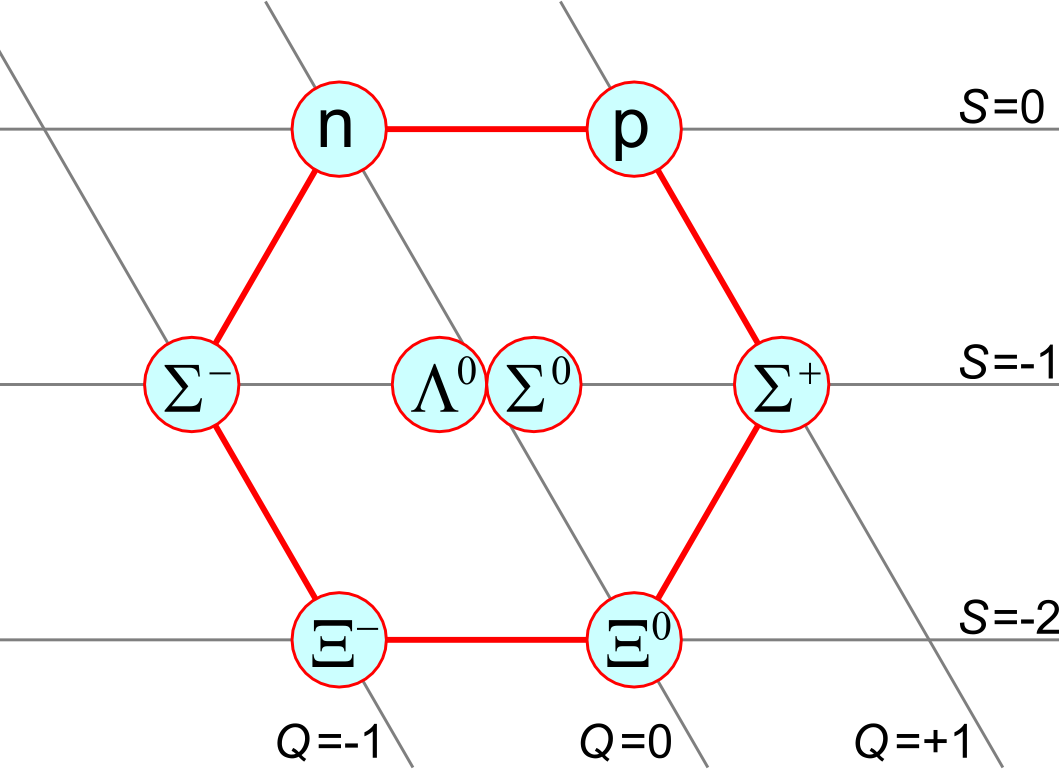
バリオン8重項。Qは電荷、Sはストレンジネス。

バリオン10重項。

アップクォーク、ダウンクォーク、ストレンジクォークからなるバリオンは18種類あり、JP = 1/2 のバリオン8重項と JP = 3/2 のバリオン10重項に分類される。それらは、最も軽い核子 N （陽子 p と中性子 n）を始め、デルタ粒子 Δ、ラムダ粒子 Λ、シグマ粒子 Σ、グザイ粒子（カスケード粒子） Ξ、オメガ粒子 Ω と呼ばれる。核子とデルタ粒子以外はストレンジを含み、ハイペロンと総称される。
名前を付ける際、原則としてアイソスピンの成分では区別しない。つまり、アップとダウンは区別しない。記号では電荷で区別する。たとえば、デルタ粒子は Δ++ (uuu)、Δ+ (uud)、Δ0 (udd)、Δ− (ddd) の4種類のバリオンの総称である。例外として、核子には N+ (uud) と N0 (udd) の2種類があるが、それぞれに固有の名前と記号、つまり陽子 p と中性子 n がある。
バリオンの JP には1/2と3/2があるが、名前では区別せず、JP = 3/2のほうの記号に*を付ける。たとえば、シグマ粒子には Σ±、Σ0 (JP = 1/2) と Σ*±、Σ*0 (JP = 3/2) がある。ただし、 JP = 3/2 しかない場合はオメガ粒子 Ω のように何も付けない。例外として、核子 (JP = 1/2) に対応する JP = 3/2 のバリオンには、デルタ粒子 Δ という固有の名前と記号がある。
アイソスピン I が異なるバリオンは、アップ、ダウン、ストレンジのみで構成されたバリオンでの中では、ラムダ粒子 Λ0（uds、I = 0）と中性シグマ粒子 Σ0（uds、I = 1）のみで、別の名前が付いている。

### c・b・tを含むバリオン
チャーム、ボトム、トップを1個含むバリオンは、そのクォークの代わりにストレンジを含むバリオンに チャームド (c)、ボトム (b) 、トップ (t) を付ける。たとえば、ラムダ粒子 Λ0 (uds) に対しチャームドラムダ粒子 Λc+ (udc) のようにする。複数個含むバリオンは、たとえば、クサイ粒子 Ξ0 (uss)・Ξ− (dss) に対しダブリーチャームド（またはダブルチャームド）クサイ粒子 Ξcc++ (ucc)（未発見）・Ξcc+ (dcc)、チャームドボトムクサイ粒子 Ξcb0 (ucb)・Ξcb− (dcb) （共に未発見）のようにする。
全部で数十種類のバリオンが発見されているが、そのほとんどはせいぜいチャームを2つかボトムを1つ含むだけの、比較的軽いバリオンである。標準理論ははるかに多くの重いバリオンを予想する。

## バリオンの一覧
主なバリオンについての一覧を以下に示す。
| 名称   | 記号 | 構成 | 静止質量 (MeV)                                    | 平均寿命 (s)                                 | 発見年・発見者                               |
| ------ | ---- | ---- | ------------------------------------------------- | -------------------------------------------- | -------------------------------------------- |
| 陽子   | p    | uud  | 938.27203 ± 0.00008                               | 1031から1033年より大きい（モデル依存性あり） | 1911年、アーネスト・ラザフォード             |
| 中性子 | n    | udd  | 939.56536 ± 0.00008                               | 885.7 ± 0.8                                  | 1932年、ジェームズ・チャドウィック           |
| Λ粒子  | Λ    | uds  | 1115.683 ± 0.006                                  | (2.632 ± 0.020) × 10−10                      | 1947年、ロチェスター、バトラー               |
| Δ粒子  | Δ++  | uuu  | Breit-Wigner型の質量分布を仮定すると 1230から1234 | (1.58–1.72) × 10−15                          | 1951年、フェルミ他、シカゴグループ           |
| Δ粒子  | Δ+   | uud  | Breit-Wigner型の質量分布を仮定すると 1230から1234 | (1.58–1.72) × 10−15                          | 1951年、フェルミ他、シカゴグループ           |
| Δ粒子  | Δ0   | udd  | Breit-Wigner型の質量分布を仮定すると 1230から1234 | (1.58–1.72) × 10−15                          | 1951年、フェルミ他、シカゴグループ           |
| Δ粒子  | Δ−   | ddd  | Breit-Wigner型の質量分布を仮定すると 1230から1234 | (1.58–1.72) × 10−15                          | 1951年、フェルミ他、シカゴグループ           |
| Σ粒子  | Σ+   | uus  | 1189.37 ± 0.07                                    | (0.8018 ± 0.0026) × 10−10                    | 1953年、ミラノグループ                       |
| Σ粒子  | Σ0   | uds  | 1192.642 ± 0.024                                  | (7.4 ± 0.7) × 10−20                          | 1953年、フォウラーら                         |
| Σ粒子  | Σ−   | dds  | 1197.449 ± 0.030                                  | (1.479 ± 0.011) × 10−10                      | 1953年、フォウラーら                         |
| Ξ粒子  | Ξ0   | uss  | 1314.83 ± 0.20                                    | (2.90 ± 0.09) × 10−10                        | 1959年、アルバレスら                         |
| Ξ粒子  | Ξ−   | dss  | 1321.31 ± 0.13                                    | (1.639 ± 0.015) × 10−10                      | 1952年、バトラー、マンチェスターグループ     |
| Ω粒子  | Ω−   | sss  | 1672.45 ± 0.29                                    | (0.821 ± 0.011) × 10−10                      | 1964年、サミオス他、ブルックヘイヴングループ |
| Λc粒子 | Λc+  | udc  | 2284.9 ± 0.6                                      | (200 ± 6) × 10−15                            |                                              |
| Λb粒子 | Λb0  | udb  | 5624 ± 9                                          | (1.229 ± 0.080) × 10−12                      |                                              |